# Єпископат Української православної церкви (Московського патріархату)
Єпископат УПЦ МП станом на 1 листопада 2024 року налічує 120 єпископів: 53 правлячих архієреїв, 58 вікарних та 9 архієреїв на спочинку.
6 єпархій — Бердянську, Джанкойську, Донецьку, Ровеньківську, Сімферопольську і Феодосійську — РПЦ підпорядкувала собі без узгодження з УПЦ МП. При цьому, РПЦ поставила своїх архієреїв у Бердянській, Донецькій, Сімферопольській єпархіях і звільнила митрополита Феодосійського та вікарного єпископа Бахчисарайського. Решта єпископів з цих єпархій зберегли посади в РПЦ. УПЦ (МП) цих дій не визнає і вважає цих єпископів своїми.

## Чинні архієреї
Архієреї розміщуються за старшинством (в такій послідовності: предстоятель, постійні члени синоду УПЦ (МП) з правом носіння двох панагій за датою хіротонії, інші постійні члени синоду за датою хіротонії, інші митрополити за датою хіротонії, архієпископи за датою хіротонії, єпископи за датою хіротонії). У дужках вказується рік архієрейської хіротонії (висвячення).

### Керівні
1. Онуфрій (Березовський), митрополит Київський і України (1990)
2. Агафангел (Саввін), митрополит Одеський та Ізмаїльський, постійний член синоду (1975)
3. Марк (Петровцій), митрополит Хустський і Виноградівський, постійний член синоду (1988)
4. Сергій (Генсіцький), митрополит Тернопільський і Кременецький, постійний член синоду (1991)
5. Феодор (Гаюн), митрополит Кам'янець-Подільський і Городоцький, постійний член синоду (1992)
6. Мелетій (Єгоренко), митрополит Чернівецький і Буковинський, постійний член синоду (2006)
7. Антоній (Паканич), митрополит Бориспільський і Броварський, постійний член синоду (2006)
8. Климент (Вечеря), митрополит Ніжинський і Прилуцький, постійний член синоду (2012)
9. Платон (Удовенко), митрополит Феодосійський і Керченський[2] (1973)
10. Іриней (Середній), митрополит Дніпропетровський і Павлоградський (1975)
11. Лазар (Швець), митрополит Сімферопольський і Кримський[3] (1980)
12. Іларіон (Шукало), митрополит Донецький і Маріупольський[3] (1991)
13. Віссаріон (Стретович), митрополит Овруцький і Коростенський (1992)
14. Питирим (Старинський), митрополит Миколаївський і Очаківський (1992)
15. Августин (Маркевич), митрополит Білоцерківський і Богуславський (1992)
16. Анатолій (Гладкий), митрополит Поліський і Сарненський (1993)
17. Єфрем (Кицай), митрополит Криворізький і Нікопольський (1996)
18. Іоан (Сіопко), митрополит Херсонський і Таврійський (1996)
19. Амвросій (Полікопа), митрополит Чернігівський і Новгород-Сіверський (1998)
20. Агапіт (Бевцик), митрополит Могилів-Подільський і Шаргородський (1998)
21. Онуфрій (Легкий), митрополит Харківський і Богодухівський (2000)
22. Филип (Осадченко), митрополит Полтавський і Миргородський (2001)
23. Лука (Коваленко), митрополит Запорізький і Мелітопольський (2005)
24. Олексій (Гроха), митрополит Балтський і Ананьївський (2006)
25. Митрофан (Нікітін), митрополит Горлівський і Слов'янський (2007)
26. Никодим (Горенко), митрополит Житомирський і Новоград-Волинський (2007)
27. Володимир (Мельник), митрополит Володимир-Волинський і Ковельський (2007)
28. Феодор (Мамасуєв), митрополит Мукачівський і Ужгородський (2007)
29. Пантелеймон (Луговий), митрополит Уманський і Звенигородський (2007)
30. Євлогій (Гутченко), митрополит Сумський і Охтирський (2007)
31. Пантелеймон (Поворознюк), митрополит Луганський і Алчевський (2008)
32. Володимир (Орачов), митрополит Кам'янський і Царичанський (2008)
33. Никодим (Барановський), митрополит Сєвєродонецький і Старобільський (2010)
34. Філарет (Кучеров), митрополит Львівський і Галицький (2011)
35. Феодосій (Снігірьов), митрополит Черкаський і Канівський (2011)
36. Філарет (Звєрєв), митрополит Новокаховський і Генічеський (2011)
37. Миколай (Капустін), митрополит Кременчуцький і Лубенський (2011)
38. Роман (Кимович), митрополит Конотопський і Глухівський (2012)
39. Єфрем (Ярінко), митрополит Бердянський і Приморський[3] (2012)
40. Варсонофій (Столяр), митрополит Вінницький і Барський (2012)
41. Олексій (Шпаков), митрополит Вознесенський і Первомайський (2012)
42. Боголеп (Гончаренко), митрополит Олександрійський і Світловодський (2012)
43. Миколай (Почтовий), митрополит Кіровоградський і Новомиргородський (2013)
44. Євсевій (Дудка), митрополит Шепетівський і Славутський (2014)
45. Нафанаїл (Крикота), митрополит Волинський і Луцький (2015)
46. Тихон (Софійчук), митрополит Роменський і Буринський (2016)
47. Віктор (Коцаба), митрополит Хмельницький і Старокостянтинівський (2017)
48. Сергій (Аніцой), митрополит Тульчинський і Брацлавський (2018)
49. Пимен (Воят), митрополит Рівненський і Острозький (2018)
50. Аркадій (Таранов), архієпископ Ровеньківський і Свердловський[4] (2012)# Олексій (Овсянніков), єпископ Джанкойський і Роздольненський[4] (2022)
51. Іоан (Терновецький), архієпископ Ізюмський і Куп'янський (2022)
52. Никита (Сторожук), єпископ Івано-Франківський і Коломийський (2022)

### Вікарні
1. Павло (Лебідь), митрополит Вишгородський і Чорнобильський, вікарій Київської митрополії, постійний член синоду (1997)
2. Антоній (Фіалко), митрополит Макарівський, вікарій Київської митрополії (1992)
3. Володимир (Мороз), митрополит Почаївський, вікарій Київської митрополії, намісник Почаївської лаври (2000)
4. Арсеній (Яковенко), митрополит Святогірський, вікарій Київської митрополії, намісник Святогірської лаври (2005)
5. Іоасаф (Губень), митрополит Васильківський вікарій Київської митрополії (2007)
6. Лонгин (Жар), митрополит Банченський, вікарій Чернівецької єпархії, намісник Банченського монастиря (2012)
7. Йов (Смакоуз) архієпископ Шумський, вікарій Тернопільської єпархії (1997)
8. Пантелеймон (Бащук), архієпископ Бучанський, вікарій Київської митрополії (2000)
9. Варнава (Філатов), архієпископ Макіївський, вікарій Донецької єпархії[4] (2007)
10. Серафим (Дем'янів), архієпископ Яготинський, вікарій Київської митрополії (2007)
11. Олександр (Нестерчук), архієпископ Городницький, вікарій Київської митрополії, намісник Городницького монастиря (2008)
12. Євлогій (Пацан), архієпископ Новомосковський, вікарій Дніпропетровської єпархії (2009)
13. Іона (Черепанов), архієпископ Обухівський, вікарій Київської митрополії, намісник Іонинського монастиря (2011)
14. Антоній (Кріпак), архієпископ Путивльський, вікарій Київської митрополії, намісник Глинської пустині (2012)
15. Даміан (Давидов), архієпископ Фастівський, вікарій Київської митрополії (2012)
16. Варсонофій (Вініченко), архієпископ Новоазовський, вікарій Донецької єпархії[4] (2013)
17. Діодор (Васильчук), архієпископ Южненський, вікарій Одеської єпархії (2013)
18. Віктор (Биков), архієпископ Арцизький, вікарій Одеської єпархії (2014)
19. Іоан (Вахнюк), архієпископ Золотоніський, вікарій Черкаської єпархії (2015)
20. Сергій (Михайленко), архієпископ Болградський, вікарій Одеської єпархії (2015)
21. Веніамін (Погребний), архієпископ Новосанжарський, вікарій Полтавської єпархії (2015)
22. Кассіан (Шостак), архієпископ Іванківський, вікарій Київської митрополії (2016)
23. Веніамін (Міжінський), архієпископ Хотинський, вікарій Чернівецької єпархії (2016)
24. Сильвестр (Стойчев), архієпископ Білогородський, вікарій Київської митрополії (2017)
25. Спиридон (Головастов), архієпископ Добропільський, вікарій Київської митрополії (2018)
26. Діонісій (Пилипчук), архієпископ Переяслав-Хмельницький, вікарій Київської митрополії (2018)
27. Андрій (Васілашку), архієпископ Петропавлівський, вікарій Дніпропетровської єпархії (2018)
28. Амвросій (Скобіола), архієпископ Волноваський, вікарій Донецької єпархії[4] (2019)
29. Павло (Валуйський), архієпископ Біловодський, вікарій Луганської єпархії (2019)
30. Іринарх (Тимчук), архієпископ Новопсковський, вікарій Сєверодонецької єпархії (2020)
31. Паїсій (Шинкарьов), архієпископ Костянтинівський, вікарій Київської митрополії (2021)
32. Ісаакій (Андроник), архієпископ Ворзельський, вікарій Київської митрополії (2016)
33. Симеон (Голубка), архієпископ Угольський, вікарій Хустської єпархії (2019)
34. Амвросій (Вайнагій), архієпископ Згурівський, вікарій Бориспільської єпархії (2019)
35. Спиридон (Романов), архієпископ Вишневський, вікарій Київської митрополії (2019)
36. Никодим (Пустовгар), архієпископ Любецький, вікарій Чернігівської єпархії (2019)
37. Лавр (Березовський), архієпископ Ірпінський, вікарій Київської митрополії (2020)
38. Марк (Андрюк), архієпископ Бородянський, вікарій Київської митрополії (2020)
39. Афанасій (Герман), архієпископ Камінь-Каширський, вікарій Волинської єпархії (2020)
40. Кирило (Білан), архієпископ Бишівський, вікарій Київської митрополії (2020)
41. Силуан (Чорней), архієпископ Герцаївський, вікарій Чернівецької єпархії (2020)
42. Феодосій (Марченко), архієпископ Ладанський, вікарій Ніжинської єпархії (2020)
43. Варнава (Гладун), архієпископ Новобузький, вікарій Миколаївської єпархії (2020)
44. Нестор (Доненко), єпископ Ялтинський, вікарій Сімферопольської єпархії[4] (2018)
45. Калинник (Чернишов), єпископ Бахчисарайський, вікарій Сімферопольської єпархії[2] (2019)
46. Антоній (Пухкан), єпископ Корсунь-Шевченківський, вікарій Черкаської єпархії (2021)
47. Агафон (Опанасенко), єпископ Коктебельський, вікарій Сімферопольської єпархії[4] (2021)
48. Клеопа (Мігаєсі), єпископ Новоселицький, вікарій Чернівецької єпархії (2022)
49. Феодосій (Мінтенко), єпископ Городищенський, вікарій Шепетівської єпархії (2022)
50. Веніамін (Величко), єпископ Скадовський, вікарій Херсонської єпархії[5] (2022)
51. Іаков (Галандзовський), єпископ Дрогобицький, вікарій Львівської єпархії (2022)
52. Іларій (Гаврилець), єпископ Свалявський, вікарій Мукачівської єпархії (2022)
53. Веніамін (Волощук), єпископ Боярський, вікарій Київської митрополії (2023)
54. Аркадій (Демченко), єпископ Гостомельський, вікарій Київської митрополії (2023)
55. Аліпій (Цушко), єпископ Тарутинський, вікарій Одеської єпархії (2024)
56. Климент (Шмигельський), єпископ Борівський, вікарій Київської Митрополії (2024)[6]
57. Анастасій (Бєдніков), єпископ Овідіопольський, вікарій Одеської єпархії (2024)
58. Серафим (Кадуб'янський), єпископ Нововоронцовський, вікарій Новокаховської єпархії (2024)
59. Іов (Похивка), єпископ Кіцманський, вікарій Чернівецької єпархії (2024)
60. Пантелеімон (Мельник), єпископ Батуринський, вікарій Ніжинської єпархії (2025)
61. Філарет (Волошин), єпископ Баришівський, вікарій Бориспільської єпархії (2025)
62. Марк (Куштан), єпископ Рахівський, вікарій Хустської єпархії (2025)

### На спочинку
1. Іонафан (Єлецьких), колишній митрополит Тульчинський і Брацлавський (1989—2024)
2. Гедеон (Харон), колишній єпископ Макарівський, вікарій Київської митрополії (2018—2023)
3. Серафим (Залізницький), колишній митрополит Івано-Франківський і Коломийський (1994—2022)
4. Єлисей (Іванов), колишній митрополит Ізюмський і Куп'янський (2012—2022)
5. Іосиф (Масленніков) колишній митрополит Роменський і Буринський (2013—2022)
6. Антоній (Боровик), колишній єпископ Уґольський, вікарій Хустської єпархії (2014—2019)
7. Діонісій (Константинов), колишній єпископ Шепетівський і Славутський (2011—2014)
8. Гурій (Кузьменко), колишній архієпископ Житомирський і Новоград-Волинський (1994—2011)
9. Іполит (Хилько), колишній єпископ Хустський і Виноградівський (2006—2007)

## Колишні архієреї
Колишні архієреї з жовтня 1990 року. Вказується останній титул, у дужках — рік хіротонії.

### Переведені
1. Антоній (Москаленко), єпископ Чернівецький і Буковинський (1985); переведений до РПЦ в 1990 році, нині на спокої.
2. Нектарій (Фролов), єпископ Дубенський, вікарій Рівненської єпархії (2008); переведений до РПЦ в 2014 році, нині на спокої

### Позбавлені сану або заборонені у служінні
1. Філарет (Денисенко), митрополит Київський і всієї України (1962) — утворив УПЦ КП, в УПЦ (МП) позбавлений сану в 1992 році, нині є архієреєм ПЦУ.
2. Симеон (Шостацький), митрополит Вінницький і Барський (1996) — перейшов до ПЦУ, в УПЦ (МП) заборонений у служінні, рішення про позбавлення сану не приймалося
3. Олександр (Драбинко), митрополит Переяслав-Хмельницький і Вишневський, вікарій Київської митрополії (2007) — перейшов до ПЦУ, в УПЦ (МП) заборонений у служінні, рішення про позбавлення сану не приймалося

Апеляцію Філарета Вселенський Патріархат та інші помісні церкви спочатку не розглянули, але 11 жовтня 2018 року під головуванням Вселенського патріарха синод ухвалив після розширеного обговорення: «прийняти та розглянути прохання про апеляцію від Філарета Денисенка, Макарія Малетича та їх послідовників, які опинилися у схизмі не з догматичних причин, у відповідності до канонічних прерогатив Константинопольського патріарха отримувати такі звернення від ієрархів та інших священнослужителів з усіх Автокефальних Церков. Таким чином, згадані вище особи були канонічно поновлені у своєму священицькому сані, також було відновлено сопричастя їхніх вірних з Церквою». Вселенський патріарх вживає щодо Філарета титул «колишній митрополит Київський».

### Померлі
1. Леонтій (Гудимов), митрополит Херсонський і Таврійський (1962—1992)
2. Феодосій (Дикун), митрополит Полтавський і Кременчуцький (1967—2001)
3. Антоній (Вакарик), митрополит Чернігівський і Ніжинський (1965—2003)
4. Макарій (Свистун), митрополит Вінницький і Могилів-Подільський (1970—2007)
5. Никодим (Руснак), митрополит Харківський і Богодухівський (1961—2011)
6. Володимир (Сабодан), митрополит Київський і всієї України (1966—2014)
7. Нифонт (Солодуха), колишній митрополит Луцький і Волинський, на спочинку з 2016 (1990—2017)
8. Іриней (Семко), митрополит Ніжинський і Прилуцький (2007–2017)
9. Софроній (Дмитрук), митрополит Черкаський і Канівський (1992-2020)
10. Іоанникій (Кобзєв), колишній митрополит Луганський і Алчевський, на спочинку з 2012 (1988—2020)
11. Митрофан (Юрчук), митрополит Луганський і Алчевський (2000—2021)
12. Варфоломій (Ващук), митрополит Рівненський і Острозький (1990-2021)
13. Аліпій (Козолій), митрополит Джанкойський і Роздольненський (2010-2021)
14. Савва (Бабинець), архієпископ Полтавський і Кременчуцький (1969—1992)
15. Никанор (Юхим'юк), архієпископ Кам'янець-Подільський і Городоцький (1979—1997)
16. Василій (Васильцев), архієпископ Кіровоградський і Олександрійський (1989—1998)
17. Євфимій (Шутак), архієпископ Мукачівський і Ужгородський (1989—2000)
18. Миколай (Грох), архієпископ Білогородський, вікарій Київської митрополії (1992–2017)
19. Іларій (Шишківський), архієпископ Макарівський, вікарій Київської митрополії (2007–2018)
20. Пантелеймон (Романовський), колишній архієпископ Кіровоградський і Новомиргородський, на спочинку з 2011 (1992—2019)
21. Аліпій (Погребняк), архієпископ Краснолиманський, вікарій Горлівської єпархії (1991-2021)
22. Василій (Златолинський), колишній архієпископ Запорізький і Мелітопольський на спочинку з 2009 (1990—2022)
23. Севастіан (Пилипчук), колишній єпископ Кіровоградський і Миколаївський, на спочинку з 1989 (1977—1992)
24. Кронід (Міщенко), єпископ Дніпропетровський і Криворізький (1992—1993)
25. Тихон (Жиляков), єпископ Кременчуцький і Лубенський (2009—2011)
26. Мефодій (Петровцій), колишній єпископ Хустський і Виноградівський, на спочинку з 1998 (1994—2013)
27. Тихон (Чижевський), єпископ Івано-Франківський і Коломийський (2014–2018)
28. Інокентій (Шестопаль), колишній єпископ Конотопський і Глухівський на спочинку з 2008 (1994—2022)

### Переведені
1. Іов (Тивонюк), архієпископ Житомирський (1989—1994); у 1994 переведений в РПЦ, де з 2000 року митрополит Челябінський, з 2011 на спокої, помер в 2020 році.
2. Гліб (Савін), єпископ Дніпропетровський і Криворізький (1990—1992); переведений у Білоруський екзархат, де з 1992 року єпископ Полоцький і Глубоцький, помер в 1998 році.

### Позбавлені сану
1. Андрій (Горак), єпископ Львівський і Дрогобицький (1990—1992) — перейшов до УПЦ КП, помер в 2010 році
2. Яків (Панчук), єпископ Почаївський, вікарій Львівської єпархії (1990—1992) — перейшов до УПЦ КП, помер в 2004 році

## За кафедрами
З 27 жовтня 1990 року (надання статусу самокерованої Церкви з правами широкої автономії Архієрейським собором РПЦ). Єпархії (і вікаріати у їхніх межах) розміщуються за абеткою (крім Київської єпархії). Позначки причини завершення управління: † — помер, ↑ — підвищено (наприклад, з вікарія до правлячого), ↓ — понижено або почислено за штат, → — переведено на іншу кафедру.

### Київська єпархія
1. Філарет (Денисенко), митрополит Київський і всієї України, предстоятель УПЦ МП (до 21 травня 1992↓)
Никодим (Руснак), митрополит Харківський і Богодухівський, місцеблюститель Київської митрополії (21 травня 1992 — 27 травня 1992)
2. Володимир (Сабодан), митрополит Київський і всієї України, предстоятель УПЦ МП (27 травня 1992 — 5 липня 2014†)
Онуфрій (Березовський), митрополит Чернівецький і Буковинський, місцеблюститель Київської митрополії (24 лютого 2014 — 16 серпня 2014)
3. Онуфрій (Березовський), митрополит Київський і всієї України, предстоятель УПЦ МП (з 17 серпня 2014)

### Балтська єпархія
Виділена зі складу Одеської єпархії у 2012 році.
1. Олексій (Гроха), митрополит Балтський і Ананьївський (з 20 грудня 2012)

### Бердянська єпархія
Виділена зі складу Запорізької єпархії у 2007.
1. Варнава (Філатов), єпископ Бердянський і Приморський (29 березня 2007 — 18 жовтня 2007)
2. Єлисей (Іванов), єпископ Бердянський і Приморський (18 жовтня 2007 — 8 травня 2012)
3. Лука (Коваленко), архієпископ Запорозький і Мелітопольський, тимчасово керуючий Бердянською єпархією (8 травня 2012 — 5 серпня 2012)
4. Єфрем (Ярінко), митрополит Бердянський і Приморський (з 5 серпня 2012)

### Білоцерківська єпархія
Виділена зі складу Київської єпархії у 1994 році, відроджена давня Юріївська єпархія.
1. Серафим (Залізницький), єпископ Білоцерківський і Богуславський (1 серпня 1994 — 31 травня 2007)
2. Митрофан (Юрчук), архієпископ Білоцерківський і Богуславський (31 травня 2007 — 20 липня 2012)
3. Августин (Маркевич), митрополит Білоцерківський і Богуславський (з 20 липня 2012)

### Бориспільська єпархія
Виділена зі складу Київської єпархії у 2013 році.
1. Антоній (Паканич), митрополит Бориспільський і Броварський (з 25 вересня 2013)

### Вінницька єпархія
1. Агафангел (Саввин), єпископ Вінницький і Брацлавський (до вересня 1991)
2. Феодосій (Дикун), архієпископ Вінницький і Брацлавський (вересень 1991 — 22 червня 1992)
3. Макарій (Свистун), митрополит Вінницький і Могилів-Подільський (22 червня 1992 — 4 червня 2007)
4. Симеон (Шостацький), митрополит Вінницький і Барський (10 червня 2007 — 17 грудня 2018)
5. Варсонофій (Столяр), митрополит Вінницький і Барський (з 17 грудня 2018)

### Вознесенська єпархія
Виділена з Миколаївської єпархії у 2012 році.
1. Олексій (Шпаков), митрополит Вознесенський і Первомайський (з 4 вересня 2012)

### Волинська єпархія
Відроджена 1990 у році давня Луцька єпархія.
1. Варфоломій (Ващук), архієпископ Волинський і Луцький (24 січня 1990 — 25 серпня 1992)
2. Нифонт (Солодуха), митрополит Луцький і Волинський (25 серпня 1992 — 18 жовтня 2016↓)
3. Нафанаїл (Крикота), митрополит Волинський і Луцький (з 18 жовтня 2016)

### Володимир-Волинська єпархія
Відроджена у 1996 році давня Володимирська єпархія.
1. Симеон (Шостацький), архієпископ Володимир-Волинський і Ковельський (4 травня 1996 — 10 червня 2007)
2. Никодим (Горенко), єпископ Володимир-Волинський і Ковельський (10 червня 2007 — 14 червня 2011)
3. Володимир (Мельник), митрополит Володимир-Волинський і Ковельський (з 14 червня 2011)

### Горлівська єпархія
Виділена з Донецької єпархії у 1994 році.
1. Аліпій (Погребняк), єпископ Горлівський (29 липня 1994 — 11 червня 1997↓)
2. Іларіон (Шукало), митрополит Донецький і Маріупольський, тимчасово керуючий Горлівською єпархією (11 червня 1997 — 24 січня 2007)
3. Митрофан (Нікітін), митрополит Горлівський і Слов'янський (з 24 січня 2007)

#### Добропільський вікаріат
1. Спиридон (Головастов), архієпископ Добропільський (17 червня 2018 — 23 вересня 2023)

#### Костянтинівський вікаріат
1. Паїсій (Шинкарьов), єпископ Костянтинівський (13 червня 2021 — 23 вересня 2023)

### Дніпропетровська єпархія
1. Никодим (Руснак), митрополит Харківський і Богодухівський, тимчасово керуючий Дніпропетровською єпархією (17 вересня 1990 — 24 листопада 1990)
2. Гліб (Савін), єпископ Дніпропетровський і Криворізький (24 листопада 1990 — 16 вересня 1992)
3. Кронід (Міщенко), єпископ Дніпропетровський і Криворізький (16 вересня 1992 — 7 вересня 1993)
Агафангел (Саввін), митрополит Одеський і Ізмаїльський, тимчасово керуючий Дніпропетровською єпархією (7 вересня 1993 — 19 жовтня 1993)
4. Іриней (Середній), митрополит Дніпропетровський і Павлоградський (з 19 жовтня 1993)

#### Новомосковський вікаріат
1. Євлогій (Пацан), архієпископ Новомосковський (з 13 грудня 2009)

#### Петропавлівський вікаріат
1. Андрій (Васілашку), архієпископ Петропавлівський (з 23 грудня 2018)

### Донецька єпархія
1. Іоанникій (Кобзєв), єпископ Донецький і Слов'янський (19 грудня 1990 — 6 вересня 1991)
2. Аліпій (Погребняк), єпископ Донецький і Слов'янський (6 жовтня 1991 — 23 січня 1992↓)
3. Леонтій (Гудимов), митрополит Донецький і Слов'янський (23 січня 1992 — 16 березня 1992†)
Іоанникій (Кобзєв), єпископ Луганський, тимчасово керуючий Донецькою єпархією (16 березня 1992 — 28 травня 1992)
4. Аліпій (Погребняк), єпископ Донецький і Слов'янський (28 травня 1992 — 7 грудня 1992)
Іоанникій (Кобзєв), єпископ Луганський, тимчасово керуючий Донецькою єпархією (17 грудня 1992 — 22 грудня 1992)
5. Іполит (Хилько), митрополит Донецький і Маріупольський (22 грудня 1992 — 3 травня 1996)
Аліпій (Погребняк), єпископ Горлівський і Слов'янський, тимчасово керуючий Донецькою єпархією (3 травня 1996 — 12 вересня 1996)
6. Іларіон (Шукало), митрополит Донецький і Маріупольський (з 12 вересня 1996)

#### Амвросіївський вікаріат
1. Єлисей (Іванов), єпископ Амвросіївський (31 березня 2007 — 18 жовтня 2012↑)

#### Волноваський вікаріат
1. Амвросій (Скобіола), архієпископ Волноваський (з 6 квітня 2019)

#### Макіївський вікаріат
1. Варнава (Філатов), архієпископ Макіївський (з 18 жовтня 2007)

#### Новоазовський вікаріат
1. Варсонофій (Виниченко), архієпископ Новоазовський (з 30 березня 2013)

#### Святогірський вікаріат
1. Арсеній (Яковенко), митрополит Святогірський (з 5 грудня 2005)

### Житомирська єпархія
1. Іов (Тивонюк), архієпископ Житомирський і Новоград-Волинський (1989 — 31 липня 1994), переведений в РПЦ
2. Гурій (Кузьменко), архієпископ Житомирський і Новоград-Волинський (31 липня 1994 — 10 січня 2011↓)
Віссаріон (Стретович), митрополит Овруцький і Коростенський, тимчасово керуючий Житомирською єпархією (10 січня 2011 — 14 червня 2011)
3. Никодим (Горенко), митрополит Житомирський і Новгород-Волинський (з 14 червня 2011)

#### Коростенський вікаріат
1. Віссаріон (Стретович), єпископ Коростенський (24 серпня 1992—1993)

Вікаріат став другою титульною кафедрою Овруцької єпархії.

### Запорізька єпархія
: Виділена з Дніпропетровської єпархії у 1992 році.
1. Василій (Златолинський), архієпископ Запорізький і Мелітопольський (20 червня 1992 — 14 квітня 2009)
2. Іосиф (Масленніков), єпископ Запорізький і Мелітопольський (14 квітня 2009 — 23 грудня 2010)
3. Лука (Коваленко), митрополит Запорізький і Мелітопольський (з 23 грудня 2010)

Волянський вікаріат
1. Іосиф (Масленніков) єпископ Волянський (18 листопада 2008 — 14 квітня 2009)

### Івано-Франківська єпархія
1. Феодосій (Дикун), архієпископ Івано-Франківський і Коломийський (20 березня 1990 — 29 вересня 1991)
2. Агафангел (Саввін), митрополит Івано-Франківський і Коломийський (7 серпня — 7 вересня 1991)
3. Іларіон (Шукало), єпископ Івано-Франківський і Коломийський (29 вересня 1991 — 22 січня 1992)
4. Онуфрій (Березовський), єпископ Івано-Франківський і Коломийський (23 січня — 7 квітня 1992)
5. Миколай (Грох), архієпископ Івано-Франківський і Коломийський (29 липня 1992 — 18 жовтня 2007)
6. Пантелеймон (Луговий), архієпископ Івано-Франківський і Коломийський (19 жовтня 2007 — 23 грудня 2014)
7. Тихон (Чижевський), єпископ Івано-Франківський і Коломийський (28 грудня 2014 — 14 липня 2018) 
Філарет (Кучеров), архієпископ Львівський і Галицький, тимчасово керуючий Івано-Франківською єпархією (16 липня 2018 — 25 вересня 2018)
8. Серафим (Залізницький), архієпископ Івано-Франківський і Коломийський (25 вересня 2018 — 23 листопада 2022 )
9. Никита (Сторожук), єпископ Івано-Франківський і Коломийський (з 4 грудня 2022 )

### Ізюмська єпархія
: Виділена з Харківської єпархії у 2012 році.
- Єлисей (Іванов) 8 травня 2012 — 23 листопада 2022)
- Онуфрій (Легкий), митрополит Харківський і Богодухівський, в.о. (28 вересня 2022 — 23 листопада 2022)
- Іоан (Терновецький) (з 27 листопада 2022)

### Кам'янець-Подільська єпархія
Відновлена у 1993 році давня Подільська єпархія.
1. Никанор (Юхим'юк), архієпископ Кам'янець-Подільський і Городоцький (22 червня 1993 — 4 квітня 1997)
2. Феодор (Гаюн), митрополит Кам'янець-Подільський і Городоцький (з 15 квітня 1997)

### Кам'янська єпархія
Виділена з Дніпропетровської єпархії у 2010 році.
1. Володимир (Орачов), митрополит Кам'янський і Царичанський (з 23 грудня 2010)

### Кіровоградська єпархія
1. Василій (Васильцев), архієпископ Кіровоградський і Олександрійський (1 жовтня 1989 — 5 листопада 1998)
2. Пантелеймон (Романовський), архієпископ Кіровоградський і Новомиргородський (5 листопада 1998 — 10 лютого 2011)
3. Іоасаф (Губень), митрополит Кіровоградський і Новомиргородський (10 лютого 2011 — 23 листопада 2022)
4. Миколай (Почтовий), митрополит Кіровоградський і Новомиргородський (з 23 листопада 2022)

### Конотопська єпархія
: Виділена з Сумської єпархії у 1993 році.
1. Пантелеймон (Романовський) єпископ Глухівський і Конотопський (22 червня 1993 — 29 грудня 1993)
2. Іонафан (Єлецьких) архієпископ Глухівський і Конотопський (29 грудня 1993 — 27 липня 1995)
3. Анатолій (Гладкий) єпископ Конотопський і Глухівський (27 липня 1995 — 30 березня 1999)
4. Інокентій (Шестопаль) єпископ Конотопський і Глухівський (30 березня 1999 — 8 травня 2008)
5. Лука (Коваленко) архієпископ Конотопський і Глухівський (8 травня 2008 — 23 грудня 2010)
6. Іосиф (Масленніков) єпископ Конотопський і Глухівський (23 грудня 2010 — 20 липня 2012)
7. Роман (Кимович) митрополит Конотопський і Глухівський (з 22 липня 2012)

Ямпільське вікаріатство
1. Іосиф (Масленніков) єпископ Ямпільський (20 липня 2012 — 25 вересня 2013)

### Кременчуцька єпархія
: Виділена з Полтавської єпархії у 2007 році.
1. Євлогій (Гутченко) єпископ Кременчуцький і Лубенський (25 листопада 2007 — 17 листопада 2008)
2. Володимир (Орачов) єпископ Кременчуцький і Лубенський (22 листопада 2008 — 24 листопада 2009)
3. Тихон (Жиляков) єпископ Кременчуцький і Лубенський (29 листопада 2009 — 18 лютого 2011)
4. Филип (Осадченко) архієпископ Полтавський і Миргородський в/о. (19 лютого — 19 червня 2011)
5. Миколай (Капустін) митрополит Кременчуцький і Лубенський (з 19 червня 2011)

### Криворізька єпархія
: Виділена з Дніпропетровської єпархії у 1996 році.
1. Єфрем (Кицай) митрополит Криворізький і Нікопольський (з 13 вересня 1996)

### Луганська єпархія
: Виділена з Донецької єпархії у 1991 році.
1. Іоанникій (Кобзєв), митрополит Луганський і Алчевський (7 вересня 1991 — 20 липня 2012)
2. Митрофан (Юрчук), митрополит Луганський і Алчевський (20 липня 2012 — 18 червня 2021)
Пантелеймон (Поворознюк), митрополит Ровеньківський та Свердловський, в.о. (19 червня 2021 — 17 серпня 2021)
3. Пантелеймон (Поворознюк), митрополит Луганський і Алчевський (з 17 серпня 2021)

Ровеньківський вікаріат
1. Володимир (Орачов), єпископ Ровеньківський (24 листопада 2009 — 23 грудня 2010)
вакантно (23 грудня 2010 — 20 листопада 2012)
2. Никодим (Барановський), єпископ Ровеньківський (20 листопада 2012 — 5 січня 2013)

Біловодський вікаріат
1. Павло (Валуйський), архієпископ Біловодський (з 9 грудня 2019)

### Львівська єпархія
1. Андрій (Горак), єпископ Львівський і Галицький (18 квітня 1990 — 14 липня 1992) — перейшов до УПЦ КП, позбавлений сану
Сергій (Генсицький), єпископ Тернопільський і Кременецький, в.о.(14 липня 1992 — 20 вересня 1992)
2. Августин (Маркевич), архієпископ Львівський і Галицький (20 вересня 1992 — 20 липня 2012)
3. Філарет (Кучеров), митрополит Львівський і Галицький (з 20 липня 2012)

Дрогобицький вікаріат
1. Філарет (Кучеров), єпископ Дрогобицький (2 січня 2011 — 20 липня 2012)

### Миколаївська єпархія
: Виділена з Кіровоградської єпархії у 1992 році.
1. Варфоломій (Ващук) єпископ Миколаївський і Вознесенський (25 серпня 1992 — 23 червня 1993)
2. Питирим (Старинський) митрополит Миколаївський і Очаківський (з 22 червня 1993)

Новобузький вікаріат
1. Варнава (Гладун) єпископ Новобузький (з 13 грудня 2020)

### Могилів-Подільська єпархія
: Виділена з Вінницької єпархії і Тульчинської єпархії у 2013 році.
1. Агапіт (Бевцик) митрополит Могилів-Подільський і Шаргородський (з 5 січня 2013)

### Мукачівська єпархія
1. Євфимій (Шутак), архієпископ Мукачівський і Ужгородський (28 липня 1989 — 19 січня 2000)
2. Агапіт (Бевцик), єпископ Мукачівський і Ужгородський (26 липня 2000 — 14 грудня 2007) 
Марк (Петровцій), архієпископ Хустський і Виноградівський, в.о. (14 грудня 2007 — 23 грудня 2007)
3. Феодор (Мамасуєв), митрополит Мукачівський і Ужгородський (з 23 грудня 2007)

Свалявський вікаріат
1. Іларій (Гаврилець), єпископ Свалявський (з 13 грудня 2022).

### Ніжинська єпархія
: Виділена з Чернігівської єпархії у 2007 році.
1. Іриней (Семко), митрополит Ніжинський і Прилуцький (10 червня 2007 — 23 вересня 2017)
Амвросій (Полікопа), митрополит Чернігівський і Новгорд-Сіверський, в.о. (23 вересня 2017 — 21 грудня 2017)
2. Климент (Вечеря), митрополит Ніжинський і Прилуцький (з 21 грудня 2017)

Ладанський вікаріат
1. Феодосій (Марченко), єпископ Ладанський (з 27 серпня 2020)

Батуринський вікаріат
1. Пантелеймон Мельник, єпископ Батуринський (з 8 січня 2025).

### Новокаховська єпархія
: Виділена з Херсонської єпархії у 2007 році.
1. Іоасаф (Губень) єпископ Новокаховський і Генічеський (16 грудня 2007 — 10 лютого 2011)
2. Філарет (Звєрєв) митрополит Новокаховський і Генічеський (з 12 лютого 2011)

Нововоронцовський вікаріат
1. Серафим (Кадуб'янський), єпископ Нововоронцовський (з 30 жовтня 2024)

### Овруцько-Коростенська єпархія
: Виділена з Житомирської єпархії у 1993 році.
1. Віссаріон (Стретович) митрополит Овруцький і Коростенський (з 22 червня 1993)

### Одеська єпархія
1. Леонтій (Гудимов), митрополит Одеський і Херсонський (19 лютого 1990 — 20 лютого 1991)
2. Лазар (Швець), архієпископ Одеський і Ізмаїльський (11 лютого 1991 — 26 червня 1992)
3. Агафангел (Саввін), митрополит Одеський і Ізмаїльський (з 26 червня 1992)

Арцизький вікаріат
1. Віктор (Биков), архієпископ Арцизький (з 29 вересня 2014)

Болградський вікаріат
1. Сергій (Михайленко), архієпископ Болградський (з 15 листопада 2015)

Овідіопольський вікаріат
1. Аркадій (Таранов), архієпископ Овідіопольський (3 серпня 2012 — 17 серпня 2021)
2. Анастасій (Бєдніков), єпископ Овідіопольський ( з 27 жовтня 2024)

Южненський вікаріат
1. Діодор (Васильчук), архієпископ Южненський (з 29 вересня 2013)

Тарутинський вікаріат
1. Аліпій (Цушко), єпископ Батуринський (з 20 квітня 2024).

### Олександрійська єпархія
: Виділена з Кіровоградської єпархії у 2007 році.
1. Пантелеймон (Бащук) єпископ Олександрійський і Світловодський (27 липня 2007 — 11 листопада 2008)
2. Антоній (Боровик) єпископ Олександрійський і Світловодський (11 листопада 2008 — 20 грудня 2012)
3. Боголеп (Гончаренко) митрополит Олександрійський і Світловодський (з 23 грудня 2012)

### Полтавська єпархія
1. Савва (Бабинець), архієпископ Полтавський і Кременчуцький (до 2 лютого 1992)
2. Феодосій (Дикун), митрополит Полтавський і Кременчуцький (2 лютого 1992 — 1 жовтня 2001)
Софроній (Дмитрук), архієпископ Черкаський і Канівський, в.о. (1 жовтня 2001 — 30 грудня 2001)
3. Филип (Осадченко), митрополит Полтавський і Миргородський (з 30 грудня 2001)

Новосанжарський вікаріат
1. Веніамін (Погребний), архієпископ Новосанжарський (з 6 грудня 2015)

### Рівненська єпархія
: Виділена з Волинської єпархії у 1990 році.
1. Іриней (Середній) архієпископ Рівненський і Острозький (10 квітня 1990 — 19 жовтня 1993)
2. Анатолій (Гладкий) єпископ Рівненський і Острозький (28 жовтня 1993 — 27 липня 1995)
3. Варфоломій (Ващук) митрополит Рівненський і Острозький (27 липня 1995 — 15 вересня 2021)
Пимен (Воят), єпископ Дубенський, в.о. (з 16 вересня 2021)
4. Пимен (Воят) архієпископ Рівненський і Острозький (з 16 листопада 2021

Дубенський вікаріат
1. Нектарій (Фролов) єпископ Дубенський (9 липня 2009 — 19 червня 2014)
2. Пимен (Воят) єпископ Дубенський (25 березня 2018-16 листопада 2021)

### Ровеньківська єпархія
: Виділена з Луганської єпархії у 2013 році.
1. Пантелеймон (Поворознюк), митрополит Ровеньківський і Свердловський (5 січня 2013 — 17 серпня 2021)
2. Аркадій (Таранов), архієпископ Ровеньківський і Свердловський (з 17 серпня 2021)

### Роменська єпархія
: Виділена з Конотопської та Сумської єпархій у 2013 році.
1. Іосиф (Масленніков) митрополит Роменський і Буринський (з 25 вересня 2013 — 23 листопада 2022)
Роман (Кимович), митрополит Конотопський та Глухівський, в.о. (17 жовтня 2022 — 23 листопада 2022)
2. Тихон (Софійчук) митрополит Роменський і Буринський (з 23 листопада 2022)

### Сарненська єпархія
: Виділена з Рівненської єпархії у 1999 році.
1. Анатолій (Гладкий) митрополит Поліський і Сарненський (з 30 березня 1999)

### Сєверодонецька єпархія
: Виділена з Луганської єпархії у 2007 році.
1. Серафим (Залізницький), єпископ Сєверодонецький і Старобільський (31 травня 2007) — 4 червня 2007)
2. Пантелеймон (Бащук), єпископ Сєверодонецький і Старобільський (10 червня 2007 — 27 липня 2007)
3. Іларій (Шишковський), єпископ Сєверодонецький і Старобільський (29 липня 2007 — 14 грудня 2007)
4. Агапіт (Бевцик), архієпископ Сєверодонецький і Старобільський (14 грудня 2007 — 20 грудня 2012)
5. Пантелеймон (Поворознюк), єпископ Сєверодонецький і Старобільський (20 грудня 2012 — 5 січня 2013)
6. Никодим (Барановський), митрополит Сєверодонецький і Старобільський (з 5 січня 2013)

Новопсковський вікаріат
1. Іринарх (Тимчук), єпископ Новопсковський (з 28 вересня 2020)

### Сумська єпархія
1. Никанор (Юхим'юк) єпископ Сумський і Охтирський(6 липня 1989 — 22 червня 1993)
2. Варфоломій (Ващук) єпископ Сумський і Охтирський (23 червня 1993 — 27 липня 1995)
3. Іонафан (Єлецьких) архієпископ Сумський і Охтирський (27 липня 1995 — 30 березня 1999)
4. Йов (Смакоуз) єпископ Сумський і Охтирський (30 березня 1999 — 20 квітня 2005)
5. Марк (Петровцій) архієпископ Сумський і Охтирський (23 травня 2005 — 14 грудня 2007)
6. Іларій (Шишковський) єпископ Сумський і Охтирський (14 грудня 2007 — 11 листопада 2008)
7. Іоан (Сіопко) архієпископ Сумський і Охтирський (11 листопада — 17 листопада 2008)
8. Євлогій (Гутченко) митрополит Сумський і Охтирський (з 17 грудня 2008)

### Тернопільська єпархія
: Виділена з Львівської єпархії у 1988 році.
1. Лазар (Швець), єпископ Тернопільський і Кременецький (10 квітня 1989 — 11 лютого 1991)
2. Сергій (Генсицький), митрополит Тернопільський і Кременецький (з 17 липня 1991)

Шумський вікаріат
1. Нафанаїл (Крикота), єпископ Шумський (5 серпня 2015 — 29 січня 2016)
2. Серафим (Залізницький), єпископ Шумський (29 січня 2016 — 25 вересня 2018)
3. Йов (Смакоуз), архієпископ Шумський (з 25 вересня 2018)

### Тульчинська єпархія
: Виділена з Вінницької єпархії у 1994 році.
1. Інокентій (Шестопаль) єпископ Тульчинський і Брацлавський (5 жовтня 1994—30 березня 1999)
2. Іполит (Хилько) єпископ Тульчинський і Брацлавський (30 березня 1999—22 листопада 2006)
3. Іонафан (Єлецьких) митрополит Тульчинський і Брацлавський (22 листопада 2006-23 жовтня 2024)
4. Сергій (Аніцой) архієпископ Тульчинський і Брацлавський (з 23 жовтня 2024)

Ладижинський вікаріат
1. Сергій (Аніцой) архієпископ Ладижинський (14 березня 2018 - 23 жовтня 2024)

### Уманська єпархія
: Виділена з Черкаської єпархії у 2008 році.
1. Антоній (Боровик) єпископ Уманський та Звенигородський (8 травня 2008 — 11 листопада 2008)
2. Пантелеймон (Бащук) архієпископ Уманський та Звенигородський (11 листопада 2008 — 29 січня 2016)
3. Пантелеймон (Луговий) митрополит Уманський та Звенигородський (з 22 листопада 2016)

### Харківська єпархія
1. Никодим (Руснак), митрополит Харківський і Богодухівський (13 вересня 1989 — 15 вересня 2011)
Онуфрій (Легкий), архієпископ Ізюмський, в.о.  (16 вересня 2011 — 8 травня 2012)
2. Онуфрій (Легкий), митрополит Харківський і Богодухівський (з 8 травня 2012)

Ізюмський вікаріат
1. Онуфрій (Легкий), єпископ Ізюмський (22 квітня 2000 — 8 травня 2012)

### Херсонська єпархія
Відновлена у 1991, виділена зі складу Одеської єпархії.
1. Леонтій (Гудимов), митрополит Херсонський і Таврійський (20 лютого 1991 — 16 березня 1992)
2. Іларіон (Шукало), архієпископ Херсонський і Таврійський (6 квітня 1992 — 12 жовтня 1996)
3. Йов (Смакоуз), єпископ Херсонський і Таврійський (22 червня 1997 — 30 березня 1999)
4. Іонафан (Єлецьких), архієпископ Херсонський і Таврійський (30 березня 1999 — 22 листопада 2006)
5. Іоанн (Сіопко), архієпископ Херсонський і Таврійський (22 листопада 2006 — 11 листопада 2008)
6. Іларій (Шишковський), єпископ Херсонський і Таврійський (11 листопада 2008 — 17 листопада 2008)
7. Іоанн (Сіопко), митрополит Херсонський і Таврійський (з 17 листопада 2008)

Скадовський вікаріат
1. Веніамін (Величко), єпископ Скадовський (з 18 липня 2022)

### Хмельницька єпархія
1. Нифонт (Солодуха), єпископ Хмельницький і Кам'янець-Подільський (31 березня 1990 — 26 серпня 1992)
2. Питирим (Старинський), єпископ Хмельницький і Кам'янець-Подільський (26 серпня 1992 — 22 червня 1993)
3. Антоній (Фіалко), митрополит Хмельницький і Старокостянтинівський (22 червня 1993 — 3 квітня 2023)
4. Віктор (Коцаба), митрополит Хмельницький і Старокостянтинівський (з 3 квітня 2023)

### Хустська єпархія
: Виділена з Мукачівської єпархії у 1994 році.
1. Мефодій (Петровцій) єпископ Хустський і Виноградівський (30 липня 1994 — 22 листопада 1998)
2. Агапіт (Бевцик) єпископ Хустський і Виноградівський (22 листопада 1998 — 26 липня 2000)
3. Іоанн (Сіопко) єпископ Хустський і Виноградівський (26 липня 2000 — 22 листопада 2006)
4. Іполит (Хилько) єпископ Хустський і Виноградівський (22 листопада 2006 — 14 грудня 2007)
5. Марк (Петровцій) митрополит Хустський і Виноградівський (з 14 грудня 2007)

Угольський вікаріат
1. Антоній (Боровик), єпископ Угольський (16 вересня 2014 — 3 квітня 2019)
2. Симеон (Голубка), єпископ Угольський (з 7 квітня 2019)

### Черкаська єпархія
: Виділена з Київської єпархії у 1992 році.
1. Софроній (Дмитрук) митрополит Черкаський і Канівський (з 9 серпня 1992- 22 червня 2020)
Іоан (Вахнюк), єпископ Золотоніський, в.о. (24 червня 2020 — 17 серпня 2020)
2. Феодосій (Снігірьов), митрополит Черкаський і Канівський (з 17 серпня 2020)

#### Золотоніський вікаріат
1. Іоанн (Вахнюк), єпископ Золотоніський (з 5 квітня 2015)

#### Корсунь-Шевченківський вікаріат
1. Антоній (Пухкан), єпископ Корсунь-Шевченківський (з 6 червня 2021)

### Чернівецька єпархія
1. Антоній (Москаленко), єпископ Чернівецький і Буковинський (30 грудня 1986 — 24 листопада 1990)
2. Онуфрій (Березовський), єпископ Чернівецький і Буковинський (9 грудня 1990 — 23 січня 1992)
Іларіон (Шукало), єпископ Івано-Франківський і Коломийський, в.о. (23 січня 1992 — 6 квітня 1992)
3. Онуфрій (Березовський), митрополит Чернівецький і Буковинський (7 квітня 1992 — 13 серпня 2014)
4. Мелетій (Єгоренко), митрополит Чернівецький і Буковинський (з 16 вересня 2014)

Банченський вікаріат
1. Лонгин (Жар), митрополит Банченський (з 22 травня 2012)

Кіцманський вікаріат
1. Пантелеймон (Романовський), єпископ Кіцманський (25 липня 1992 — 22 червня 1993)

Хотинський вікаріат
1. Мелетій (Єгоренко), єпископ Хотинський (30 липня 2006 — 16 вересня 2014)
2. Веніамін (Міжінський), архієпископ Хотинський (з 13 листопада 2016)

Герцаївський вікаріат
1. Силуан (Чорней), єпископ Герцаївський (з 23 серпня 2020)

Новоселицький вікаріат
1. Клеопа (Мігаєсі), єпископ Новоселицький (з 15 травня 2022)

### Чернігівська єпархія
1. Антоній (Вакарик), митрополит Чернігівський і Ніжинський (31 травня 1973 — 15 липня 2003) 
Амвросій (Полікопа), єпископ Новгород-Сіверський, в.о.(15 липня 2003 — 16 жовтня 2003)
2. Амвросій (Полікопа), митрополит Чернігівський і Новгород-Сіверський (з 16 жовтня 2003)

Любецький вікаріат
1. Никодим (Пустовгар), архієпископ Любецький (з 17 грудня 2019)

### Шепетівська єпархія
: Виділена з Хмельницької єпархії у 2007 році.
1. Никодим (Горенко) єпископ Шепетівський і Славутський (4 червня 2007 — 11 червня 2007)
2. Володимир (Мельник) єпископ Шепетівський і Славутський (11 червня 2007 — 14 червня 2011)
3. Діонісій (Константинов) єпископ Шепетівський і Славутський (14 червня 2011 — 23 грудня 2014)
4. Пантелеймон (Луговий) архієпископ Шепетівський і Славутський (23 грудня 2014 — 29 січня 2016)
5. Євсевій (Дудка) митрополит Шепетівський і Славутський (з 29 січня 2016)

Городищенський вікаріат
1. Феодосій (Мінтенко), єпископ Городищенський (з 16 травня 2022)